# Tracy Edwards
Pour les articles homonymes, voir Edwards.
Tracy Edwards, (née le 5 septembre 1962) est une navigatrice britannique. En 1989, elle a dirigé le premier équipage entièrement féminin de la Whitbread Round the World Yacht Race, aujourd'hui connu sous le nom de The Ocean Race, devenant ainsi la première femme à recevoir le trophée du Yachtman de l'année et à être décorée de l'ordre de l'Empire britannique. Elle a écrit deux livres sur ses expériences.

## Biographie
Tracy Edwards a passé ses premières années à Pangbourne, en Angleterre, elle rêvait de devenir danseuse de ballet comme sa mère, mais a commencé à avoir des ennuis après la mort de son père alors qu'elle avait 10 ans, lors de son déménagement de sa mère avec son beau-père au pays de Galles. Exclue de l'école car elle ne supportait pas la violence, due à l'alcoolisme, de son beau-père, elle part voyager avec son sac à dos à travers l'Europe à l'âge de 16 ans. Elle s'engage comme équipière de bord sur un yacht au Pirée, ce qui a été sa première initiation à la voile.
Au cours d'une escale aux États-Unis, elle rencontre le roi Hussein Ier de Jordanie, qui organisera plus tard, avec la Royal Jordanian Airlines, le financement d'un yacht de 58 pieds de 10 ans d'âge, et la remise à neuf du bateau qui sera rebaptisé Maiden (en).
Tracy Edwards a occupé plusieurs postes, de matelot de pont à premier lieutenant. Elle a commencé sur le Norsk Data GB et lors de son deuxième embarquement, elle est devenue cuisinière à bord du Atlantic Privateer. Elle participera à son premier Whitbread lors de la compétition de 1985 à 1986.

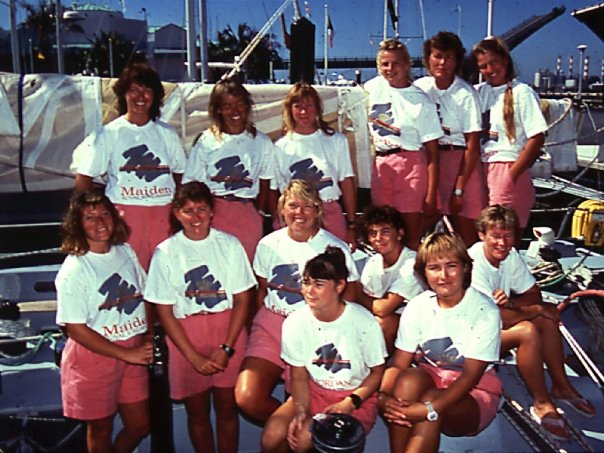
Équipage du Maiden.

Voyant le faible ratio de femmes dans la course - 5 sur 200 -, elle décide d'inscrire en 1989 un équipage entièrement féminin. Elle recrute un équipage de 12 femmes avec lequel Maiden terminera deuxième de sa catégorie, remportant deux des six étapes individuelles de la course. Tracy Edwards, qui avait contracté des prêts pour acheter le bateau, le revendra après la course. En 1990, elle a raconté son histoire dans le livre Maiden, co-écrit avec Tim Madge.
Par la suite, Tracy Edwards fonde une famille et a commencé à diriger des cours de voile. En 2000, elle entreprend une nouvelle aventure autour du monde sur le Maiden 2, pour tenter de remporter le trophée Jules-Verne avec un maxi catamaran de 110 pieds. Cette tentative a pris fin avec le démâtage du bateau au large des côtes du Chili. Edwards a ensuite participé à l'organisation d'une nouvelle course autour du monde, Oryx Quest, en 2005 au Qatar. Basée à Doha, c'était la première fois qu'une course autour du monde commençait et se terminait au Moyen-Orient. L'événement fut un succès avec la présence des quatre multicoques les plus rapides venus s'affronter. Cependant Tracy Edwards a été forcée de faire faillite lorsque le sponsor qatari a dissous leur entreprise et refusé le paiement. Elle avait personnellement emprunté en banque 8 millions de livres sterling pour aider à financer l'événement.
Elle a quitté la voile et est allée travailler pour le Child Exploitation and Online Protection Command (CEOP) — organisme de la police du Royaume-Uni charger de lutter, à l'échelle nationale et internationale, contre les abus sexuels sur mineurs sur Internet — en tant que Chef de Projet pour leur Congrès International de la Jeunesse.
Elle obtient un diplôme de psychologie à la Roehampton University.
Elle continue ses conférences sur la motivation et devient coach de vie. En 2013, elle commence à enseigner la « sécurité sur Internet » et la « réputation en ligne » aux enfants et aux parents, elle travaille dans les écoles et avec des groupes de jeunes.
Elle et son équipage sont les personnages du film documentaire de 2018, Maiden (en) qui raconte la course autour du monde du premier équipage entièrement féminin de la course Whitbread, aujourd'hui renommée The Ocean Race.
Elle est célibataire avec une fille (âgée de 14 ans en 2014).

## Restauration duMaiden
En 2014, Tracy Edwards découvre que Maiden avait été abandonné en mauvais état dans une marina de l'océan Indien.  Elle lance un financement participatif et réussit à sauver le bateau, avec l'intention de le mettre à disposition d'actions caritatives et de le proposer dans les musées maritimes britanniques. Maiden revient à Southampton à bord d'un cargo en avril 2017. Tracy Edwards et quatre de ses coéquipières de la course Whitbread étaient présentes au retour de leur ancien bateau. Le bateau a été restauré à Hamble près de Southampton grâce à un financement extérieur.
Inspirée par le roi Hussein de Jordanie (et ensuite soutenu par sa fille, la princesse Haya), Edwards a fondé The Maiden Factor qui utilise Maiden pour collecter des fonds et sensibiliser à l'éducation des filles. Maiden a été relancée à l'été 2018 et quitta le Southampton Boat Show (en) en septembre 2018, avec un nouvel équipage de femmes, pour une tournée mondiale de trois ans. Le yacht a quitté Hamble en novembre, mais a dû aller à Plymouth pour des réparations. Le premier arrêt s'est fait au Kerala, en Inde. Elles étaient de nouveau en route, en direction du détroit de Gibraltar, le 26 novembre.